# Ngozi Ebere
Ngozi Ebere (sinh ngày 5 tháng 8 năm 1991) là một cầu thủ bóng đá người Nigeria đóng vai trò hậu vệ cho đội bóng Arna-Bjørnar trong giải hạng 1 Féminine và cho đội tuyển bóng đá nữ quốc gia Nigeria. Cô là một thành viên của đội bóng Rivers Angels đã giành được giải đôi trong nước của Nigeria trong năm 2014, và đội tuyển nữ quốc gia Nigeria đã giành giải vô địch bóng đá nữ châu Phi năm 2014.

## Sự nghiệp
Trong năm 2014, Ngozi Ebere là một phần của đội tuyển nội địa Nigeria Rivers Angels, đội đã giành được Giải bóng đá nữ Nigeria và Cup Liên đoàn Nigeria. Trong suốt mùa giải, Ebere ghi được bảy bàn thắng trong đó có bàn thắng thứ ba và cuối cùng trong trận chung kết của mùa giải trong chiến thắng 3-1 trước Sunshine Queens.
Ebere được ký kết bởi đội Pháp Paris Saint-Germain vào tháng 9 năm 2015 theo hợp đồng hai năm. Cô ấy nói vào thời điểm đó, "Tôi ở đây để cống hiến hết mình và giành được những danh hiệu, tôi rất phấn khích bởi thử thách mới đang đợi tôi ở Paris. Đó là một giấc mơ trở thành sự thật." Cô xuất hiện lần đầu trong một trận đấu trong giải Hạng 1 Féminine với Olympique Lyonnais vào ngày 27 tháng 9 năm 2015. Hai tháng sau, cô được đưa vào danh sách đề cử năm người cho giải thưởng Cầu thủ xuất sắc nhất Châu Phi của năm. Trong suốt mùa giải đầu tiên của cô, cô đã chơi trong tám trận đấu; 6 trận trong Féminine Division 1 và 2 trong Coupe de France Féminine.
Cô là một phần của đội tuyển bóng đá nữ quốc gia Nigeria tại Giải vô địch nữ châu Phi năm 2012 và là đội chiến thắng năm 2014. Cô cũng tham gia vào đội hình tại World Cup 2015 dành cho nữ giới.